# Mallophora bassleri
Mallophora bassleri là một loài ruồi trong họ Asilidae. Mallophora bassleri được Curran miêu tả năm 1941. Loài này phân bố ở vùng Tân nhiệt đới.